# Destino Argentina (programa de televisión)
Destino Argentina fue un concurso de televisión, emitido por Televisión española en 1978. La presentación corrió a cargo de Joaquín Prat, dirigido por Fernando García de la Vega y coordinado por Antolín García.

## Formato
El concurso nació en vísperas de la celebración de la Copa Mundial de Fútbol de 1978. Responde a la categoría de concursos de preguntas y respuestas, que deben ser contestadas por parejas de concursantes. La temática de las preguntas combina los temas culturales con los deportivos. El premio consiste en un viaje a Argentina con itinerario previo por otros países en los que se han celebrado la Copa del Mundo de fútbol, así como un premio em metálico de hasta 60.000 pesetas.